# Toren (Ornö socken, Södermanland)
Toren är en sjö vid nordöstra spetsen av Ornö i Haninge kommun i Södermanland och ingår i Tyresån-Trosaåns kustområde. Kring sjön ligger fritidshusområdet Ornöboda. Toren är förbunden med Jungfrufjärden via en liten kanal.

## Bilder

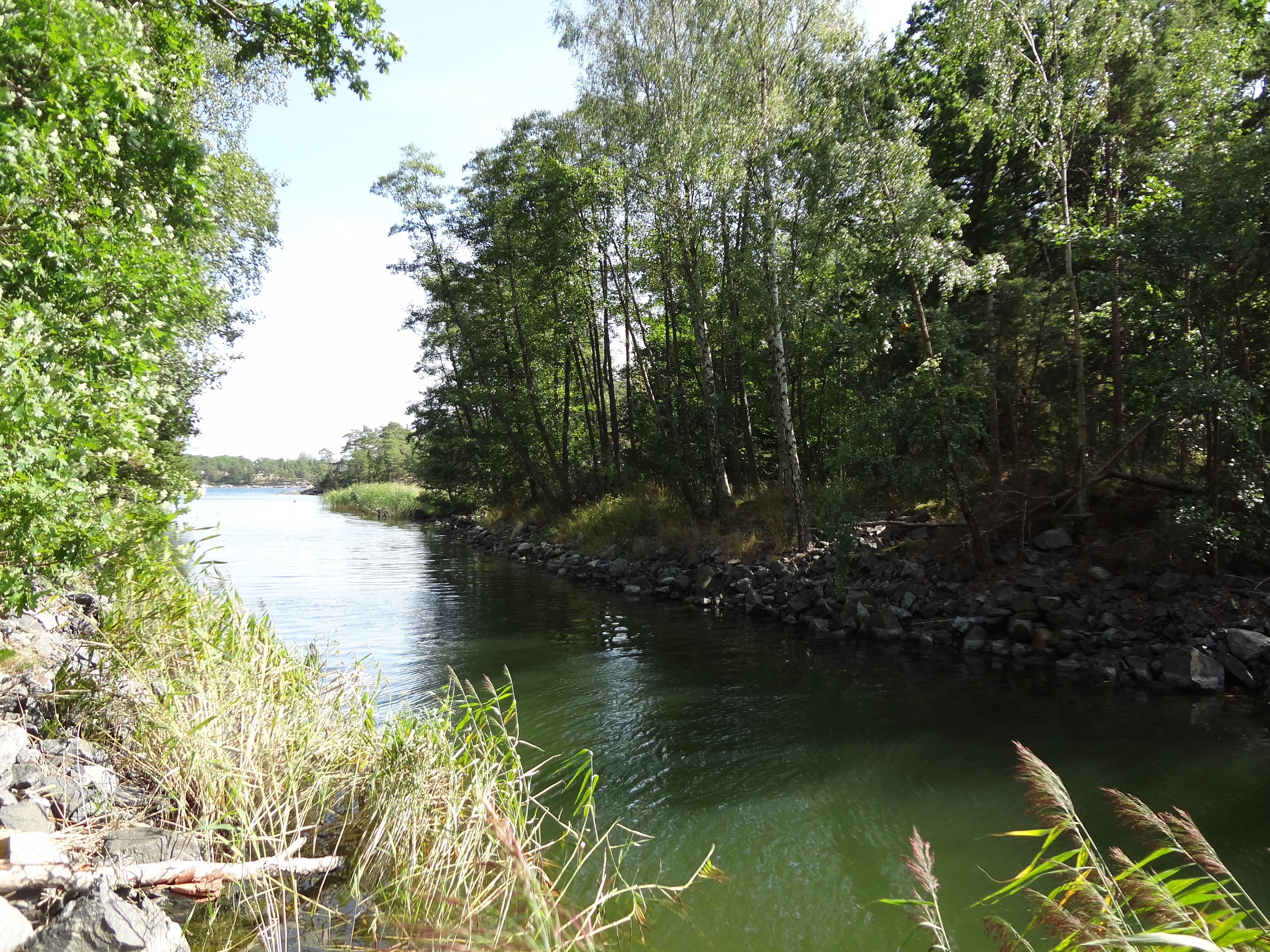
Kanalen som leder in i Toren, i bakgrunden syns Kymmendö.
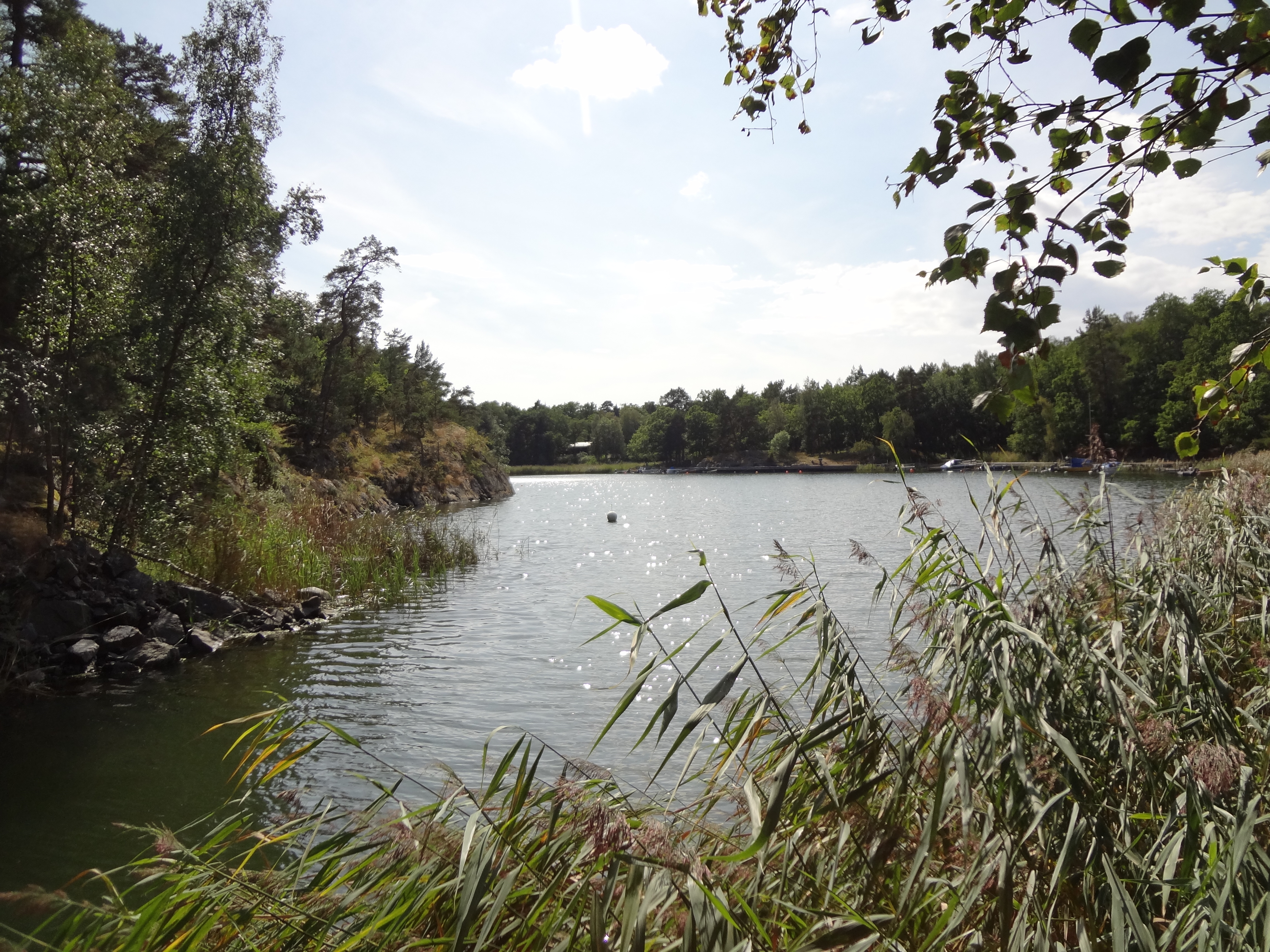
Toren sedd från kanalen.